# Domingo Alzugaray
Domingo Cecílio Alzugaray OMC (Victoria, 22 de novembro de 1932 – São Paulo, 24 de julho de 2017) foi um ator, jornalista e empresário argentino, naturalizado brasileiro, que fundou a Editora Três e a Revista ISTOÉ.

## Biografia
De origem basca, Domingo Alzugaray nasceu na cidade de Victória, na província de Entre Ríos, na Argentina, e formou-se em Perícia Mercantil mas iniciou a carreira como ator, trabalhando em teatro e cinema. Suas primeiras atuações são em "Bendita Seas" (1956) e "Pobres Habrá Siempre" (1958). Também trabalhou em "Meus Amores no Rio" (1958), "Sábado a la noche, cine" (1960) e "Con el Más Puro Amor" (1966). Paralelamente, atuou em fotonovelas e neste meio, foi convidado pela Editora Abril para produzir este tipo de revista, pois já tinha fornecido alguns materiais jornalísticos a "Abril". Nesta editora, trabalhou em alguns cargos até ocupar a cadeira de diretor da empresa.
Naturalizado brasileiro em 1966, em 1972 deixou o cargo de diretor comercial da "Abril" e fundou a Editora Três neste mesmo ano, e seu primeiro lançamento foi a Revista Planeta. Entre outras revistas que a Editora Três lançou, foi a Revista Status, primeira revista brasileira voltada para o público masculino.
Em meio aos sucessos editorias da Editora Três, Alzugaray recebeu importantes honrarias, como a Medalha Tiradentes, em 1998, ou a "Prêmio Editor" de 2011 pela Associação Nacional de Editores de Revistas, assim como, em 2013 o "Prêmio Personalidade da Comunicação" do "Congresso Mega Brasil de Comunicação".
Alzugaray faleceu no dia 24 de julho de 2017, aos 84 anos de idade. Em 19 de dezembro de 2017, recebeu postumamente a Ordem do Mérito Cultural concedida pelo Ministério da Cultura